# Decisi
Quella dei Decisi era una società segreta e organizzazione di briganti operante nell'Italia meridionale fra il 1816 e il 1818.

## Storia
La setta dei Decisi venne fondata negli Abruzzi nel 1816, durante la Dieta straordinaria dei liberali salentini a Lecce, da Ciro Annicchiarico (meglio conosciuto come Papa Ciro), un sacerdote evaso di prigione e divenuto brigante. Il gruppo, che comprendeva anche alcuni ex compagni di galera dello stesso Annicchiarico, aspirava a fondare una Repubblica del Salento (o "Repubblica Salentina") di cui il loro capo sarebbe diventato presidente. Tale società segreta era organizzata in logge definite "Decisioni" e prendeva a modello "una particolare impronta e un programma politico-sociale, che trasse dalle dottrine evangeliche, gianseniste, giacobine e carbonare." Sin dalle sue origini, la setta iniziò a commettere saccheggi, rapine e a imporre tangenti in tutto il Sud Italia riuscendo anche a trovare l'appoggio di varie classi e della stessa Carboneria. I Decisi giunsero a contare oltre quarantamila affiliati. Il loro motto era "Tristezza, morte, terrore, lutto." Nel 1817 Annicchiarico promise di sterminare le bande di Oria e del bosco dell'Ameo in cambio del perdono per venire a patti con il governo. Il 25 gennaio del 1818, i Decisi furono sconfitti da un'azione repressiva nella torre di Masseria Scassèvera da parte di Richard Church, generale irlandese al servizio dell'esercito delle Due Sicilie che era precedentemente riuscito a separare i Carbonari dall'organizzazione segreta di Annicchiarico. In tale circostanza, Papa Ciro si fece consegnare al maggiore Bianchi e venne fucilato nella pubblica piazza alcuni giorni dopo. Secondo Klaus-Rüdiger Mal, la setta dei Decisi avrebbe permesso la nascita della camorra e della mafia.